# Augusta di Danimarca
Augusta di Danimarca (Koldinghus, 8 aprile 1580 – Husum, 5 febbraio 1639) è stata una principessa danese e duchessa consorte di Holstein-Gottorp.

## Biografia
Era figlia di Federico II di Danimarca, re di Danimarca, Norvegia e Svezia, e di Sofia di Meclemburgo-Güstrow.
Sposò il 30 agosto 1596 a Copenaghen il duca Giovanni Adolfo di Holstein-Gottorp.
Diede alla luce nove figli:
- Federico (Gottorp, 22 dicembre 1597-Tönningen, 10 agosto 1659), duca di Holstein-Gottorp;
- Elisabetta Sofia (Gottorp, 12 ottobre 1599-Gottorp, 25 novembre 1627), sposò il duca Augusto di Sassonia-Lauenburg;
- Adolfo (Gottorp, 15 settembre 1600-19 settembre 1631);
- Dorotea Augusta (2 maggio 1602-13 marzo 1682), sposò Gioacchino Ernesto, Duca di Schleswig-Holstein-Sonderburg-Plön;
- Edvige (Gottorp, 23 dicembre 1603-Norimberga, 22 marzo 1657), sposò Augusto, Conte Palatino di Sulzbach;
- Giovanni (Gottorp, 18 marzo 1606-21 febbraio 1655);
- Cristiano (1º dicembre 1609).

Il matrimonio dei duchi di Holstein-Gottorp fu segnato da incomprensioni di natura religiosa: quando nel 1614 venne nominato vicario di corte il calvinista Cæsar, Augusta rifiutò di partecipare alle funzioni religiose. Quando suo marito morì, provvide quindi a cacciar via il calvinista e nominò al suo posto Jacob Fabricius.
Augusta si trovò infatti ad essere molto influente politicamente durante il regno di suo figlio Federico, succeduto al padre sul trono del ducato.
La duchessa madre governò autonomamente sui territori di pertinenza del castello di Husum, parte della sua dote. Qui, nella sua corte, promosse l'arte e la cultura. Diede protezione, tra l'altro, alla scrittrice Anna Owena Hoyer, quando fuggì presso la regina svedese Maria Eleonora del Brandeburgo nel 1632.
Nel 1631 entrò in conflitto con suo fratello Cristiano IV di Danimarca per la ricca eredità lasciata dalla loro madre.

## Albero genealogico
|                                   |                                    |                                   | Genitori                         |  |  | Nonni |  |  | Bisnonni                |  |  | Trisnonni                |  |
|                                   |                                    |                                   |                                  |  |  |       |  |  | Federico I di Danimarca |  |  | Cristiano I di Danimarca |  |
|                                   |                                    |                                   |                                  |  |  |       |  |  | Federico I di Danimarca |  |  | Cristiano I di Danimarca |  |
|                                   |                                    | Dorotea di Brandeburgo            |                                  |  |  |       |  |  | Federico I di Danimarca |  |  |                          |  |
| Cristiano III di Danimarca        |                                    |                                   |                                  |  |  |       |  |  | Federico I di Danimarca |  |  |                          |  |
|                                   |                                    | Anna del Brandeburgo              | Giovanni I di Brandeburgo        |  |  |       |  |  |                         |  |  |                          |  |
|                                   |                                    | Anna del Brandeburgo              | Giovanni I di Brandeburgo        |  |  |       |  |  |                         |  |  |                          |  |
|                                   |                                    | Anna del Brandeburgo              | Margherita di Turingia           |  |  |       |  |  |                         |  |  |                          |  |
| Federico II di Danimarca          |                                    | Anna del Brandeburgo              |                                  |  |  |       |  |  |                         |  |  |                          |  |
|                                   |                                    | Magnus I di Sassonia-Lauenburg    | Giovanni V di Sassonia-Lauenburg |  |  |       |  |  |                         |  |  |                          |  |
|                                   |                                    | Magnus I di Sassonia-Lauenburg    | Giovanni V di Sassonia-Lauenburg |  |  |       |  |  |                         |  |  |                          |  |
|                                   |                                    | Magnus I di Sassonia-Lauenburg    | Dorotea di Hohenzollern          |  |  |       |  |  |                         |  |  |                          |  |
| Dorotea di Sassonia-Lauenburg     |                                    | Magnus I di Sassonia-Lauenburg    |                                  |  |  |       |  |  |                         |  |  |                          |  |
|                                   |                                    | Caterina di Braunschweig-Lüneburg | Enrico IV di Brunswick-Lüneburg  |  |  |       |  |  |                         |  |  |                          |  |
|                                   |                                    | Caterina di Braunschweig-Lüneburg | Enrico IV di Brunswick-Lüneburg  |  |  |       |  |  |                         |  |  |                          |  |
|                                   |                                    | Caterina di Braunschweig-Lüneburg | Caterina di Pomerania-Wolgast    |  |  |       |  |  |                         |  |  |                          |  |
| Augusta di Danimarca              |                                    | Caterina di Braunschweig-Lüneburg |                                  |  |  |       |  |  |                         |  |  |                          |  |
|                                   | Alberto VII di Meclemburgo-Güstrow | Magnus II di Meclemburgo-Schwerin |                                  |  |  |       |  |  |                         |  |  |                          |  |
|                                   | Alberto VII di Meclemburgo-Güstrow | Magnus II di Meclemburgo-Schwerin |                                  |  |  |       |  |  |                         |  |  |                          |  |
|                                   | Alberto VII di Meclemburgo-Güstrow | Sofia di Pomerania-Wolgast        |                                  |  |  |       |  |  |                         |  |  |                          |  |
| Ulrico III di Meclemburgo-Güstrow | Alberto VII di Meclemburgo-Güstrow |                                   |                                  |  |  |       |  |  |                         |  |  |                          |  |
|                                   |                                    | Anna di Brandeburgo               | Gioacchino I di Brandeburgo      |  |  |       |  |  |                         |  |  |                          |  |
|                                   |                                    | Anna di Brandeburgo               | Gioacchino I di Brandeburgo      |  |  |       |  |  |                         |  |  |                          |  |
|                                   |                                    | Anna di Brandeburgo               | Elisabetta di Danimarca          |  |  |       |  |  |                         |  |  |                          |  |
| Sofia di Meclemburgo-Güstrow      |                                    | Anna di Brandeburgo               |                                  |  |  |       |  |  |                         |  |  |                          |  |
|                                   |                                    | Federico I di Danimarca           | Cristiano I di Danimarca         |  |  |       |  |  |                         |  |  |                          |  |
|                                   |                                    | Federico I di Danimarca           | Cristiano I di Danimarca         |  |  |       |  |  |                         |  |  |                          |  |
|                                   |                                    | Federico I di Danimarca           | Dorotea di Brandeburgo           |  |  |       |  |  |                         |  |  |                          |  |
| Elisabetta di Danimarca           |                                    | Federico I di Danimarca           |                                  |  |  |       |  |  |                         |  |  |                          |  |
|                                   |                                    | Sofia di Pomerania                | Boghislao X di Pomerania         |  |  |       |  |  |                         |  |  |                          |  |
|                                   |                                    | Sofia di Pomerania                | Boghislao X di Pomerania         |  |  |       |  |  |                         |  |  |                          |  |
|                                   |                                    | Sofia di Pomerania                | Anna Jagellone                   |  |  |       |  |  |                         |  |  |                          |  |
|                                   |                                    | Sofia di Pomerania                |                                  |  |  |       |  |  |                         |  |  |                          |  |